# مات جيوردانو
مات جيوردانو (بالإنجليزية: Matt Giordano)‏ (و. 1982  م) هو لاعب كرة قدم أمريكية، من الولايات المتحدة، ولد في فريسنو، كاليفورنيا، يلعب كظهير دفاعي ‏.